# Мишенина, Галина Андреевна
Гали́на Андре́евна Мише́нина (5 августа 1950, Солнечногорск) — советская гребчиха, выступала за сборную СССР по академической гребле в середине 1970-х годов. Бронзовая призёрша летних Олимпийских игр в Монреале, многократная чемпионка республиканских и всесоюзных регат. На соревнованиях представляла спортивное общество «Спартак», мастер спорта международного класса.

## Биография
Галина Мишенина родилась 5 августа 1950 года в городе Солнечногорске Московской области. Активно заниматься академической греблей начала в раннем детстве, состояла в столичном добровольном спортивном обществе «Спартак».
В 1975 году выступала на чемпионате Европы в английском Ноттингеме, в зачёте распашных восьмёрок с рулевой заняла пятое место, немного не дотянув до бронзовой медали.
Первого серьёзного успеха добилась в 1976 году, став чемпионкой СССР в распашных четвёрках с рулевой. Благодаря череде удачных выступлений попала в основной состав советской национальной сборной и удостоилась права защищать честь страны на летних Олимпийских играх в Монреале — в составе распашного четырёхместного экипажа, куда также вошли гребчихи Людмила Крохина, Надежда Севостьянова, Анна Пасоха и рулевая Лидия Крылова, завоевала медаль бронзового достоинства, уступив в финале лишь командам из ГДР и Болгарии.
За выдающиеся спортивные достижения удостоена почётного звания «Мастер спорта СССР международного класса».